# 大花夏枯草
大花夏枯草（学名：Prunella grandiflora）为唇形科夏枯草属下的一个种。种名grandiflora意为“大花的”。